# Andor László
Andor László (Zalaegerszeg, 1966. június 3. –) magyar közgazdász, a közgazdaság-tudomány kandidátusa, egyetemi docens, az Eszmélet című társadalomkritikai folyóirat egykori főszerkesztője. 2005 és 2010 között a londoni székhelyű Európai Újjáépítési és Fejlesztési Bank (EBRD) igazgatósági tagja. 2010–2014 között az Európai Bizottság foglalkoztatásért, szociális ügyekért és társadalmi összetartozásért felelős biztosa.

## Tanulmányai
Középiskolai tanulmányait a zalaegerszegi Zrínyi Miklós Gimnáziumban végezte, 1984-ben érettségizett, majd a kötelező sorkatonai szolgálatát Szombathelyen teljesítette. 1989-ben végzett a Marx Károly Közgazdaságtudományi Egyetemen (ma Corvinus), ahol okleveles közgazda diplomát szerzett. Az egyesült államokbeli tanulmányait követően (George Washington University, Washington) British Council ösztöndíjasként az angliai University of Manchesteren szerzett mesterfokozatot (M.A. Econ) fejlődés-gazdaságtanból (Development Economics) 1993-ban.

## Ösztöndíjai
- University of Oslo, Department of Political Science, Oslo – Norvégia (1992)
- Department of War Studies, King's College, London – Egyesült Királyság (1995)
- NIAS – holland társadalomtudományi akadémia, Wassenaar – Hollandia (2001–2002)
- Széchenyi Professzori Ösztöndíj (2000–2003)

## Életpályája
1989 és 1991 között a Szakszervezetek Gazdaság- és Társadalomkutató Intézetének tudományos munkatársa. 1997 és 1998 között az egyesült államokbeli Rutgers Egyetem vendégtanára, ahol Magyarország és az Európai Közösségek közötti kapcsolatokat, illetve a magyar és közép-kelet-európai átalakulási folyamatokat oktatja. 2002 és 2005 között a Politikatörténeti Intézet kutatásvezetője. 2005-től a londoni székhelyű EBRD igazgatósági tagja. A testületben Magyarországot, Csehországot, Szlovákiát és Horvátországot képviseli.
Egyetemi docens a Budapesti Corvinus Egyetem Közgazdaságtudományi Karán (Gazdaságpolitika Tanszék, jelenleg fizetés nélküli szabadságon), valamint a Zsigmond Király Főiskolán.

## Szakmai kapcsolatai és szakértői tevékenysége
Andor 1993-tól az Eszmélet című folyóirat főszerkesztője volt. 1993 és 1997 között, majd az egyesült államokbeli tanulmányait követően 1989 és 1999 között a Budapesti Közgazdaságtudományi és Államigazgatási Egyetem (ma Corvinus) Társadalomelméleti Kollégiumának igazgatója. 1996 és 1999 között a Magyar Közgazdasági Társaság Ifjúsági Bizottságának elnökségi tagja. 1998 óta az Európa Tanulmányok Alapítvány kuratóriumi tagja, 1999 óta a Káldor díj kuratóriumának tagja és titkára. 2004 és 2005 között az Egyenlítő c. folyóirat szerkesztőbizottsági tagja.
Andor 1998 és 1999 között a magyar Országgyűlés Költségvetési és Pénzügyi Bizottságának szakértője, 2003 és 2005 között a Miniszterelnöki Hivatal tanácsadója. 2004 és 2005 között a Kopint-Datorg Rt. igazgatósági tagja. 2005-től öt éven át az Európai Újjáépítési és Fejlesztési Bank (EBRD) igazgatósági tagjaként Magyarországot, Horvátországot, Csehországot és Szlovákiát képviselte.
Számos nemzetközi kutatásban vesz részt, például az uniós támogatással megvalósuló Európai Gazdaságpolitikai Együttműködés projektben (EPOC, 2002–2005), vagy a brit támogatással megvalósuló Gazdasági kormányzás és szegénység leküzdése projektben (2001–2002).

## Politikai tevékenysége
Andor 1998 óta a Magyar Szocialista Párt (MSZP) közgazdasági tagozatának vezetőségi tagja, 2005 óta tiszteletbeli társelnöke. 1998 és 2005 között a tagozat által kiadott Álláspontok c. gazdaságpolitikai folyóirat szerkesztője. Az MSZP delegáltjaként 2002 és 2005 között a Fővárosi Közgyűlés Európai Integrációs és Külügyi Bizottságának tagja. 2022 óta az MSZP országos elnökségének tagja.

## Publikációi
Rendszeresen publikál hazai és külföldi lapokban és folyóiratokban elsősorban gazdasági vonatkozású témákban. Napjainkig mintegy 25 tanulmányt és fejezetet jegyez mások által szerkesztett könyvekben.

### Művei
- Erősödő Európa; Kossuth, Bp., 2013
- Eltévedt éllovas. Siker és kudarc a rendszerváltó gazdaságpolitikában; Napvilág, Bp., 2010 (20 év után)
- Pénzügyi válság, gazdasági modellváltás, globális átrendeződés; Demos Magyarország, Bp., 2009
- Összehasonlító gazdaságtan (L’Harmattan, Budapest, 2008)
- Nemzetek és pénzügyek (Nemzeti Tankönyvkiadó, Európai Iskola, Budapest, 2003)
- Amerika évszázada (AULA, Budapest, 2002)
- Hungary on the Road to the European Union: Transition in Blue Westport (Praeger Publisher, 2000)
- Pénz beszél. A nemzetközi monetáris és finanszírozási rendszer politikai alapjai (AULA, Budapest, 1998)
- Amerikai politika a XX. században (Útmutató, Budapest, 1998)

### Társszerzőként
- Irak – háborúra ítélve (Zrínyi, Budapest, 2004) Társszerző: Tálas Péter és Valki László
- Paneltől az óceánig (Villányi úti könyvek, Budapest, 2003) Társszerző: Hegyi Gyula
- Tíz év után… (Napvilág, Budapest, 2000) Társszerző: Galló Béla, Hegyi Gyula
- Roosevelt—Churchill (Pannonica, Budapest, 1999) Társszerző: Surányi Róbert
- Market Failure: A Guide to the East European Economic Miracle (Pluto Press, London, 1998) Társszerző: Martin Summers;

### Szerkesztőként
- Az adóparadicsomtól a zöldmozgalomig. Kritikai szócikkek a globalizációról és a világgazdaságról (Napvilág, Budapest, 2008) Szerkesztette Andor László és Farkas Péter
- Magyar gazdaság (Pannonica, 21. századi enciklopédia, Budapest, 2008)
- Világgazdaság (Pannonica, 21. századi enciklopédia, Budapest, 2006)
- Közgazdaság (Pannonica, 21. századi enciklopédia, Budapest, 2005)